# Origny-le-Roux
Pour les articles homonymes, voir Origny (homonymie) et Roux.
Origny-le-Roux est une commune française, située dans le département de l'Orne en région Normandie, peuplée de 249 habitants.

## Géographie
La commune se situe dans l'arrondissement d'Alençon, dans la région naturelle du Perche et appartient au nouveau canton de Ceton qui a incorporé depuis 2015 des communes de l'ancien canton de Bellême.
Située à la limite du département de la Sarthe, elle fait partie, depuis sa création le 1er janvier 2017, de la communauté de communes Maine Saosnois, qui regroupe principalement des communes sarthoises.
| Mamers (Sarthe)               | Suré                                                           | Chemilli                |
| Saint-Rémy-des-Monts (Sarthe) | Origny-le-Roux                                                 | Saint-Fulgent-des-Ormes |
| Saint-Rémy-des-Monts (Sarthe) | Saint-Rémy-des-Monts (Sarthe), Saint-Pierre-des-Ormes (Sarthe) | Saint-Fulgent-des-Ormes |

### Hydrographie
La commune est située dans le bassin Loire-Bretagne. Elle est drainée par l'Orne Saosnoise, un bras du clinchamps, le Clinchamps, le Pitot et le ruisseau du Plessis,,.
L'Orne saosnoise, d'une longueur de 53 km, prend sa source dans la commune de Montgaudry et se jette  dans la Sarthe à Montbizot, face à Sainte-Jamme-sur-Sarthe, après avoir traversé 19 communes. 

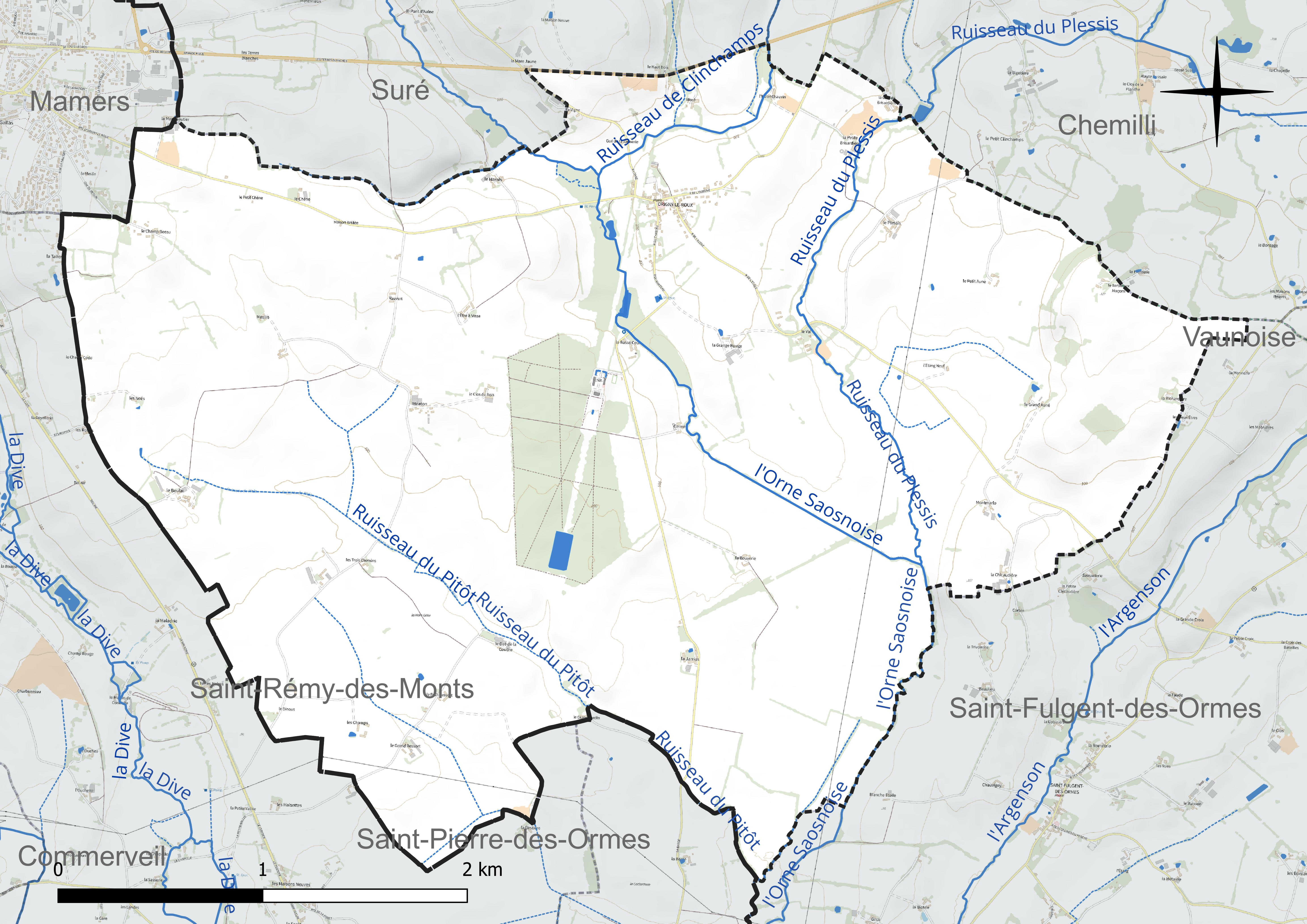
Réseau hydrographique d'Origny-le-Roux.

### Climat
Pour des articles plus généraux, voir Climat de la Normandie et Climat de l'Orne.
En 2010, le climat de la commune est de type climat océanique dégradé des plaines du Centre et du Nord, selon une étude du CNRS s'appuyant sur une série de données couvrant la période 1971-2000. En 2020, Météo-France publie une typologie des climats de la France métropolitaine dans laquelle la commune est exposée à un climat océanique altéré et est dans la région climatique Normandie (Cotentin, Orne), caractérisée par une pluviométrie relativement élevée (850 mm/a) et un été frais (15,5 °C) et venté. Parallèlement le GIEC normand, un groupe régional d’experts sur le climat, différencie quant à lui, dans une étude de 2020, trois grands types de climats pour la région Normandie, nuancés à une échelle plus fine par les facteurs géographiques locaux. La commune est, selon ce zonage, exposée à un « climat contrasté des collines », correspondant au Pays d'Ouche et au Perche et bénéficiant d’un caractère continental affirmé avec des précipitations atténuées et des amplitudes thermiques fortes.
Pour la période 1971-2000, la température annuelle moyenne est de 10,9 °C, avec une amplitude thermique annuelle de 13,9 °C. Le cumul annuel moyen de précipitations est de 707 mm, avec 11,9 jours de précipitations en janvier et 7,5 jours en juillet. Pour la période 1991-2020, la température moyenne annuelle observée sur la station météorologique la plus proche, située sur la commune de Commerveil à 6 km à vol d'oiseau, est de 11,9 °C et le cumul annuel moyen de précipitations est de 712,2 mm,. Pour l'avenir, les paramètres climatiques de la commune estimés pour 2050 selon différents scénarios d’émission de gaz à effet de serre sont consultables sur un site dédié publié par Météo-France en novembre 2022.

## Urbanisme

### Typologie
Au 1er janvier 2024, Origny-le-Roux est catégorisée commune rurale à habitat très dispersé, selon la nouvelle grille communale de densité à sept niveaux définie par l'Insee en 2022.
Elle est située hors unité urbaine. Par ailleurs la commune fait partie de l'aire d'attraction de Mamers, dont elle est une commune de la couronne,. Cette aire, qui regroupe 21 communes, est catégorisée dans les aires de moins de 50 000 habitants,.

### Occupation des sols
L'occupation des sols de la commune, telle qu'elle ressort de la base de données européenne d’occupation biophysique des sols Corine Land Cover (CLC), est marquée par l'importance des territoires agricoles (95,6 % en 2018), une proportion sensiblement équivalente à celle de 1990 (95,8 %). La répartition détaillée en 2018 est la suivante : 
terres arables (83,7 %), prairies (10,7 %), forêts (4,1 %), zones agricoles hétérogènes (1,2 %), zones urbanisées (0,3 %). L'évolution de l’occupation des sols de la commune et de ses infrastructures peut être observée sur les différentes représentations cartographiques du territoire : la carte de Cassini (XVIIIe siècle), la carte d'état-major (1820-1866) et les cartes ou photos aériennes de l'IGN pour la période actuelle (1950 à aujourd'hui).

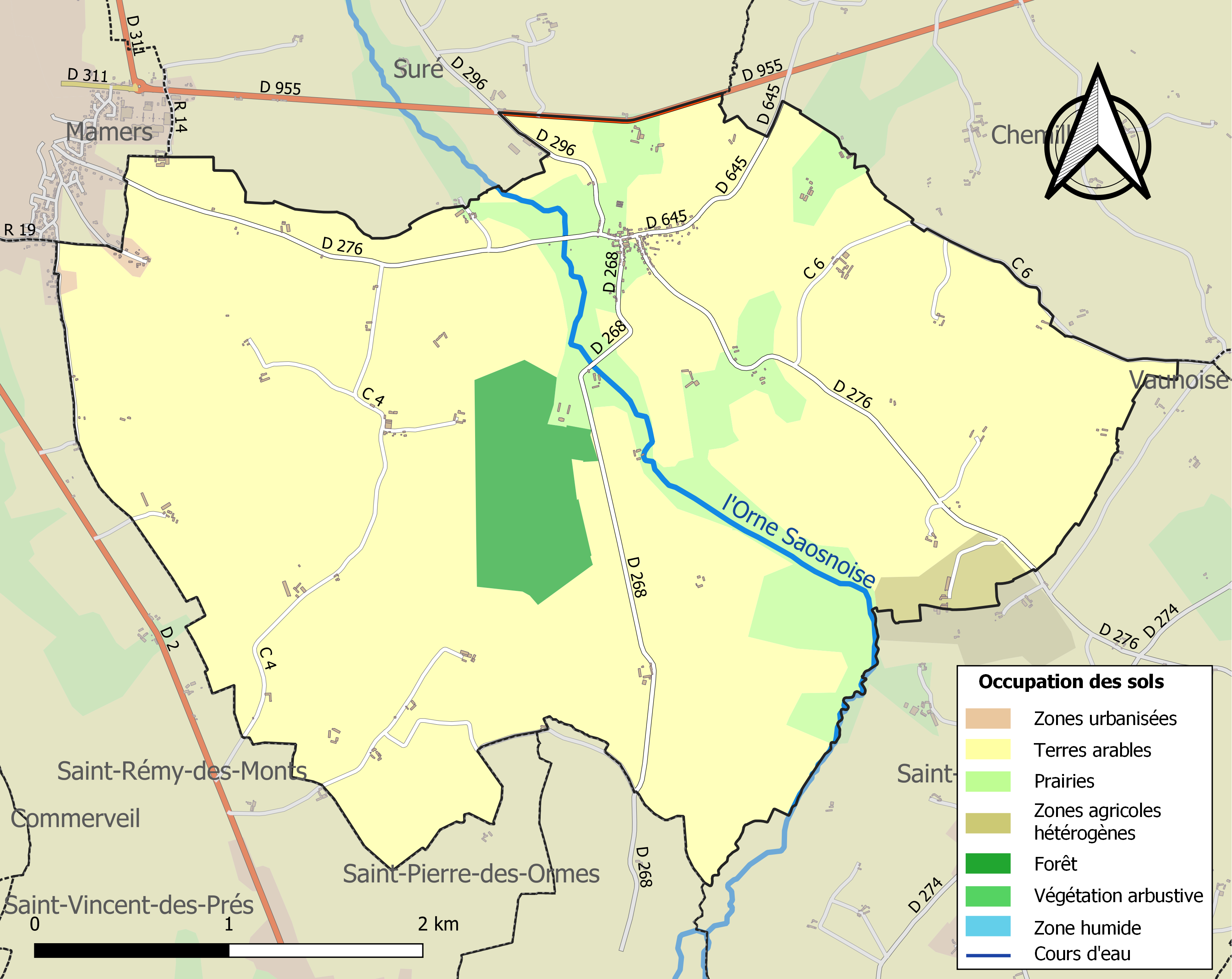
Carte des infrastructures et de l'occupation des sols de la commune en 2018 (CLC).

## Toponymie
D’après Morlet, son toponyme s’écrivait Sanctus Petrus de Orieniaco en 1126, du nom d’homme gaulois Orinius ou Aurinius, suivi du suffixe gaulois -iacum, francisé ici en -y. Ce toponyme aurait alors signifié Saint-Pierre d’Orinius. Le nom du saint a disparu, probablement à la Révolution française mais l’église du village est toujours dédiée à Saint-Pierre. Le toponyme, partagé avec la commune voisine (non limitrophe) d'Origny-le-Butin, serait issu d'un anthroponyme latin ou roman tel qu'Orenius,. Roux, ou Le Roux, serait un patronyme.

## Politique et administration
| Période                                  | Période       | Identité                         | Étiquette | Qualité                                                                                           |
| ---------------------------------------- | ------------- | -------------------------------- | --------- | ------------------------------------------------------------------------------------------------- |
| Les données manquantes sont à compléter. |               |                                  |           |                                                                                                   |
| 1875                                     | 1902          | Félix de Lévis-Mirepoix          |           | Châtelain de Chèreperrine Député de l'Orne (1885-1910)                                            |
| Les données manquantes sont à compléter. |               |                                  |           |                                                                                                   |
| ?                                        | 1979          | Jeanne de Lévis-Mirepoix         | SE        | Châtelaine de Chèreperrine                                                                        |
| 1979                                     | mars 2008     | Charles-Albert de Lévis-Mirepoix | SE        | Marquis de Lévis Ingénieur et exploitant agricole Châtelain de Chèreperrine Fils de la précédente |
| mars 2008                                | décembre 2008 | Christelle Vallée                | SE        | Agricultrice                                                                                      |
| décembre 2008                            | mars 2014     | Gilbert Gaillard                 | SE        | Retraité EADS                                                                                     |
| mars 2014                                | En cours      | Geneviève Aubry                  | SE        | Retraitée de la fonction publique territoriale                                                    |
| Les données manquantes sont à compléter. |               |                                  |           |                                                                                                   |

Le conseil municipal est composé de onze membres dont le maire et deux adjoints.

## Démographie
L'évolution du nombre d'habitants est connue à travers les recensements de la population effectués dans la commune depuis 1793. Pour les communes de moins de 10 000 habitants, une enquête de recensement portant sur toute la population est réalisée tous les cinq ans, les populations de référence des années intermédiaires étant quant à elles estimées par interpolation ou extrapolation. Pour la commune, le premier recensement exhaustif entrant dans le cadre du nouveau dispositif a été réalisé en 2004.
En 2022, la commune comptait 249 habitants, en évolution de −7,09 % par rapport à 2016 (Orne : −3,21 %, France hors Mayotte : +2,11 %).
Origny-le-Roux a compté jusqu'à 784 habitants en 1836.
| 1793 | 1800 | 1806 | 1821 | 1836 | 1841 | 1846 | 1851 | 1856 |
| ---- | ---- | ---- | ---- | ---- | ---- | ---- | ---- | ---- |
| 618  | 548  | 533  | 604  | 784  | 751  | 755  | 760  | 716  |

| 1861 | 1866 | 1872 | 1876 | 1881 | 1886 | 1891 | 1896 | 1901 |
| ---- | ---- | ---- | ---- | ---- | ---- | ---- | ---- | ---- |
| 666  | 628  | 646  | 603  | 638  | 584  | 530  | 504  | 503  |

| 1906 | 1911 | 1921 | 1926 | 1931 | 1936 | 1946 | 1954 | 1962 |
| ---- | ---- | ---- | ---- | ---- | ---- | ---- | ---- | ---- |
| 524  | 504  | 432  | 410  | 398  | 414  | 402  | 393  | 356  |

| 1968 | 1975 | 1982 | 1990 | 1999 | 2004 | 2006 | 2009 | 2014 |
| ---- | ---- | ---- | ---- | ---- | ---- | ---- | ---- | ---- |
| 320  | 301  | 288  | 280  | 263  | 268  | 264  | 285  | 269  |

| 2019 | 2022 | - | - | - | - | - | - | - |
| ---- | ---- | - | - | - | - | - | - | - |
| 263  | 249  | - | - | - | - | - | - | - |

## Lieux et monuments

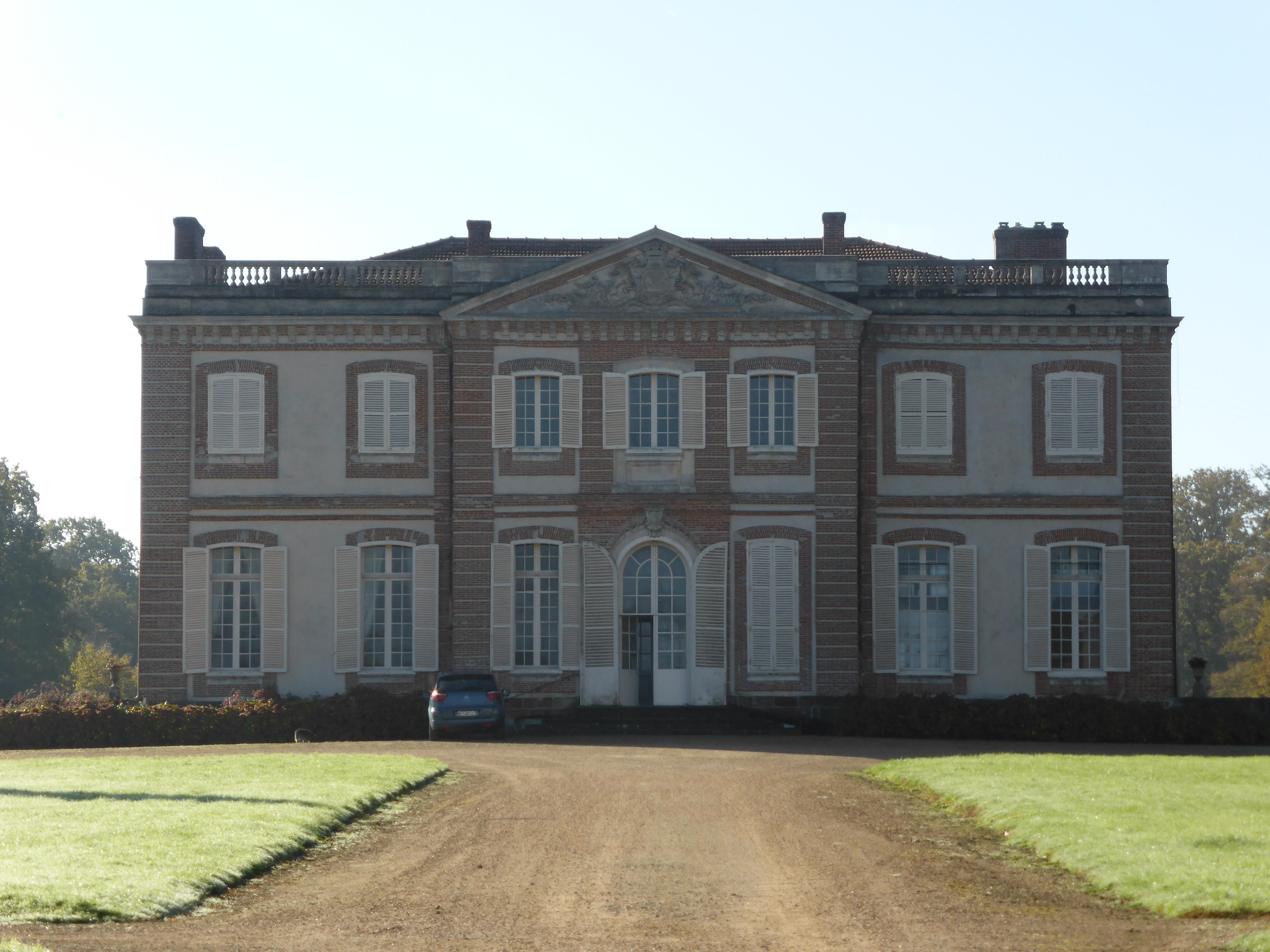
Façade du château de Chèreperrine.

- Château de Chèreperrine, du début du XVIIIe siècle, inscrit au titre des Monuments historiques depuis le 21 novembre 1989[29], un temps propriété de Félix de Lévis-Mirepoix
- Jardin du même château[30]
- Église Saint-Pierre, principalement du XIXe siècle. Elle abrite une statue de saint Roch du XVIe siècle classée à titre d'objet[31].
- Presbytère du XVIIIe siècle (devis du 18 avril 1724), devenu la mairie[32],[33].

## Personnalités liées à la commune
- François d'Aillières (1817 à Origny-le-Roux-1906), homme politique.
- Félix de Lévis-Mirepoix (1846-1928), député de l'Orne, maire d'Origny-le-Roux.